# Кореньки (городской округ Истра)
Кореньки — деревня в сельском поселении Новопетровское Истринского района Московской области. Население — 9 чел. (2010), зарегистрировано 4 садовых товарищества.
Лежит в 27,5 км от западнее Истры, близ левого берега речки Молодильни. Ближайшие селения — Новопетровское и Головино, высота над уровнем моря 253 м.

## Население
| 2002 | 2006 | 2010 |
| ---- | ---- | ---- |
| 10   | ↗63  | ↘9   |